# 大佛街道
大佛街道，是中华人民共和国四川省乐山市市中区下辖的一个乡镇级行政单位。2019年12月，撤销九峰镇和凌云乡，将其所属行政区域划归大佛街道管辖。

## 行政区划
大佛街道下辖以下地区：
篦子街社区、碧山路社区、大石桥社区、龙泓路社区、任家坝村和大佛坝村。